# عاشقان مون‌پارناس
عاشقان مون‌پارناس (فرانسوی: Les Amants de Montparnasse‎) فیلمی در ژانر زندگینامه‌ای به کارگردانی ژاک بکر و مکس افولس است که در سال ۱۹۵۸ منتشر شد.

## بازیگران
- ژرار فیلیپ
- لیلی پالمر
- لئا پادووانی
- لینو ونتورا
- آنوک امه
- لیلا کدرووا
- پیر ریشار
- استفان اودران